# District de Đắk Đoa
Đắk Đoa est un district rural de la province de Gia Lai, dans les montagnes centrales du Viêt Nam

## Géographie
Le district couvre une superficie de 980 km2.
La capitale du district se trouve à Đắk Đoa. 